# La Taverna
|  | Per a altres significats, vegeu «taverna». |

La Taverna és una entitat de població del municipi de Vallfogona de Ripollès a la comarca del Ripollès. En el cens de 2007 tenia 10 habitants.
En un document de l'any 1757 ja és citat un tal Joan Junqué de la Taverna. Tal vegada l'origen del nom podria venir d'una taverna situada a tocar del camí ral. Aquest veïnat devia aparèixer al segle xviii, quan es van edificar les cases de can Nei, can Boixeter i ca l'Esperó. A la segona meitat del segle xix s'hi va construir una altra masia, ca la Dalda.